# Maximum Games
Maximum Games (anteriormente Maximum Family Games) es un editor y distribuidor de videojuegos interactivo. Fundada en 2009, Maximum Games publica videojuegos en todas las plataformas líderes. Los títulos destacados son: The Golf Club Collector's Edition, Alekhine's Gun (su primer título desarrollado internamente), Farming Simulator 17, Mark McMorris Infinite Air, Loading Human y The Technomancer. 
Con sede en el área de la Bahía de San Francisco, Maximum Games es el editor de los juegos Road Rage y Troll and I.

## Historia
Maximum Games es una corporación privada de California, y fue fundada como "Maximum Family Games" en 2009 por dos veteranos de la industria: Christina Seelye y Len Ciciretto. Durante la temporada de vacaciones de 2009, la compañía lanzó dos títulos Junior DS muy exitosos, Junior Brain Trainer y Junior Classic Games, con colocación en todos los principales minoristas de los Estados Unidos. En 2010, la compañía publicó 16 nuevos productos para las plataformas Nintendo DS, Wii y PC. En el mismo año, la compañía fue concedida el estado de publicación de terceros con Nintendo of America y Sony Computer Entertainment América, y en 2011, se le concedió el mismo estado en Europa con ambas empresas. Maximum Family Games finalmente produjo más de 20 nuevos títulos ese año, incluyendo la adición de los títulos de Sony, PlayStation 3 y Xbox 360.
El 25 de mayo de 2012, Maximum Family Games cambió su nombre a Maximum Games para reflejar su expansión de la cartera.
El 1 de marzo de 2016, Maximum Games lanzó su primer juego desarrollado internamente, el título de acción-sigilo de Alekhine. El juego es un sucesor espiritual a la muerte a la serie de los espías, reviviéndola después de una campaña fallida del «crowdfunding» en octubre de 2014.
El 31 de marzo de 2016, Maximum Games adquirió el editor y distribuidor de videojuegos británico, Avanquest Software Publishing Ltd. Maximum Games es ahora un editor de servicios completos con un equipo completo de ventas y marketing y oficinas tanto en el Reino Unido como en los Estados Unidos. Así como asociaciones de distribución que sirven a los mercados de América del Norte y Europa.
Maximum Games ha recibido varios premios y reconocimientos, incluyendo varios para el rápido crecimiento del negocio. En 2015, la compañía se clasificó en el puesto #2808 en el Magazine's Inc de 5000 de la lista de las empresas privadas de más rápido crecimiento en América, y ganó el premio de bronce de los Premios Empresariales Americanos a la Compañía de Tecnologías de Crecimiento más Rápido del Año y ocupa el puesto 12 y 41 en San Francisco Business de las listas de tiempo de las 50 compañías privadas que crecen más rápido en el East Bay y 100 compañías privadas de más rápido crecimiento en el área de la bahía, respectivamente. Maximum Games también ha sido reconocido por los Stevie Awards para mujeres en Business, obteniendo un premio de plata para la categoría de "Más de 10 empleados" en el concurso de mujeres del año en noviembre de 2015.

## Títulos publicados
- 1001 Touch Games
- 4 in 1 Racing Pack
- 50 Classic Games
- Air Conflicts: Pacific Carriers
- Alekhine's Gun
- American Mensa Academy
- American Truck Simulator
- Atlantic Quest
- Burger Bot
- Canada Hunt
- City Builder
- Crab Cakes Rescue
- Crash Car Racer
- Deer Drive Legends
- Deer Hunt Legends
- Dr. Nano
- Drag & Stock Racer
- DS Junior Brain Trainer
- DS Junior Classic Games
- Farming Simulator
- Farming Simulator 14
- Farming Simulator 15
- Farming Simulator 17
- Farming Simulator Titanium
- GP Classic Racing
- Hello Kitty Online
- History Great Battles Medieval
- Hoppie
- JASF: Jane's Advanced Strike Fighters
- Jewel Link: Mountains of Madness
- Jr. Classic Games
- Junior Brain Trainer 2
- Junior Brain Trainer: Math Edition
- Junior Classic Books and Fairytales
- Junior Island Adventure
- Junior Mystery Quest
- Kart Racer
- Let's Sing 2016
- Lichdom: Battlemage
- Loading Human
- Mark McMorris Infinite Air
- Motorcycle Club
- My First Trainz Set
- MYST
- Mystery Quest: Curse of the Ancient Spirits
- PC Canada Hunt
- Putty Squad
- Puzzler World 2013
- Rugby 15
- Rally Racer
- Road Rage
- Safari Quest
- Serious Sam Collection
- Sherlock Holmes: Crimes & Punishments
- Sniper Elite
- Sportsman's Pack
- Sprint Cars
- Super Karts
- Super Truck Racer
- The Golf Club Collector's Edition
- The Golf Club 2
- The Technomancer
- Troll and I
- Truck Racer
- Ultimate Hunt Pack
- Veggy World
- Worms Collection
- Worms Revolution Collection
- WRC 4
- WRC 5